# أكدور كيك (وزكيتة)
أكدور كيك هي إحدى مشيخات المملكة المغربية، تتبع جغرافيا لإقليم الحوز وإداريًا لوزكيتة. يقدر عدد سكانها بـ 3512 نسمة حسب الإحصاء الرسمي للسكان والسكنى لسنة 2004.